# 李永哲 (1991年)
李永哲（朝鮮文：리영철；英文：Ri Yong-Chol；1991年1月8日—），朝鮮足球運動員，朝鮮國家少年足球隊、朝鮮國家青年足球隊及朝鮮國家足球隊隊員。曾經效力於朝鮮足球聯賽球會輕工業省體育團，現在效力於先鋒體育團

## 簡歷
李永哲在2014年首次入選朝鮮國家足球隊，並在對科威特國家足球隊的友誼賽中首以五選身分上陣，其比賽最後以0比1落敗。之後，更參與2015年東亞盃資格賽（第二輪），協助朝鮮奪得第二輪資格賽冠軍並取得決賽席位，翌年又參與2015年東亞盃決賽賽事，以一勝一平一和成績獲得季軍。2016年，再參與了2017年東亞足球錦標賽外圍賽第二圈，協助朝鮮奪得第二圈資格賽冠軍並取得決賽席位。
此前，曾經入選朝鮮國家少年足球隊參與2006年亞足聯少年錦標賽，在冠軍戰加時負給日本國家少年足球隊而屈居亞軍。2010年入選了朝鮮國家青年足球隊參加2010年亞足聯U19青年錦標賽並奪得冠軍，其後參加了2011年U20世界盃足球賽。

## 榮譽

### 國家隊
朝鮮
- 東亞足球錦標賽外圍賽第二圈冠軍（2）：2014年、2016年；

朝鮮U-20
- 亞足聯U19青年錦標賽冠軍：2010年；

### 個人
- 東亞足球錦標賽外圍賽第二圈最有價值球員：2016年；